# Печери Діру
Печери Діру (грец. Σπήλαια Διρού) розташовані в області Лаконія (південь Пелопонесу), на півострові Мані у мальовничій затоці. У цій місцевості є три печери — власне Діру, Алепотріпа (Лисяча Нора) і Гліфада. Особливо велика перша, площею в сотні тисяч квадратних метрів, саме її і відкрито для туристів.
Значну частину печери займає підземне озеро, по якому туристів катають на човнах. Стандартний маршрут включає і пішу прогулянку завдовжки близько 800 м до виходу по залах печери, забезпечених штучним освітленням. У печері Алепотріпа знайдено стоянку древньої людини, там готується до відкриття музей, але доки туристів в саму печеру не пускають.
Печера є одним з популярних туристичних атракціонів, від чого страждає її мікроклімат.

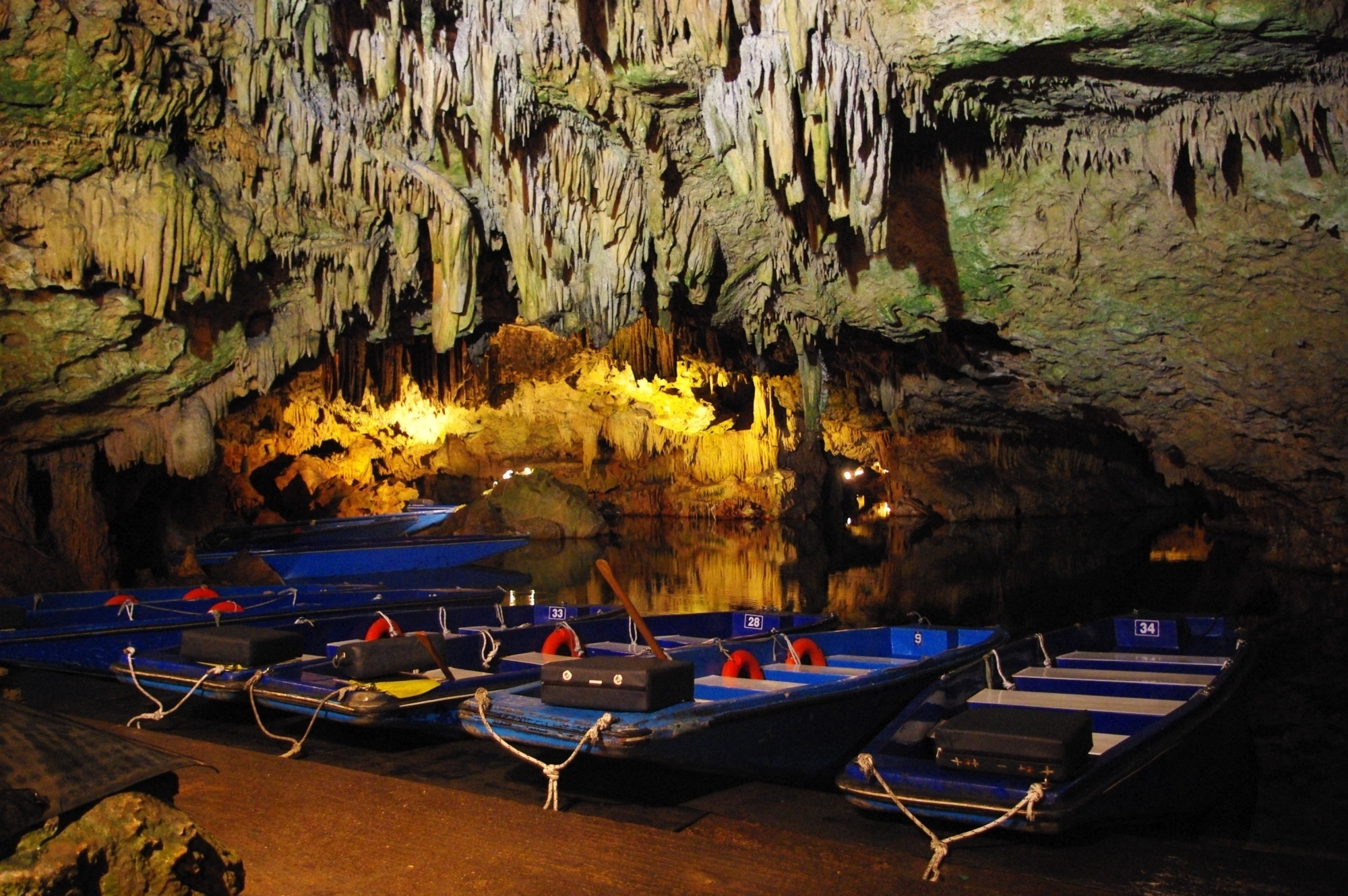
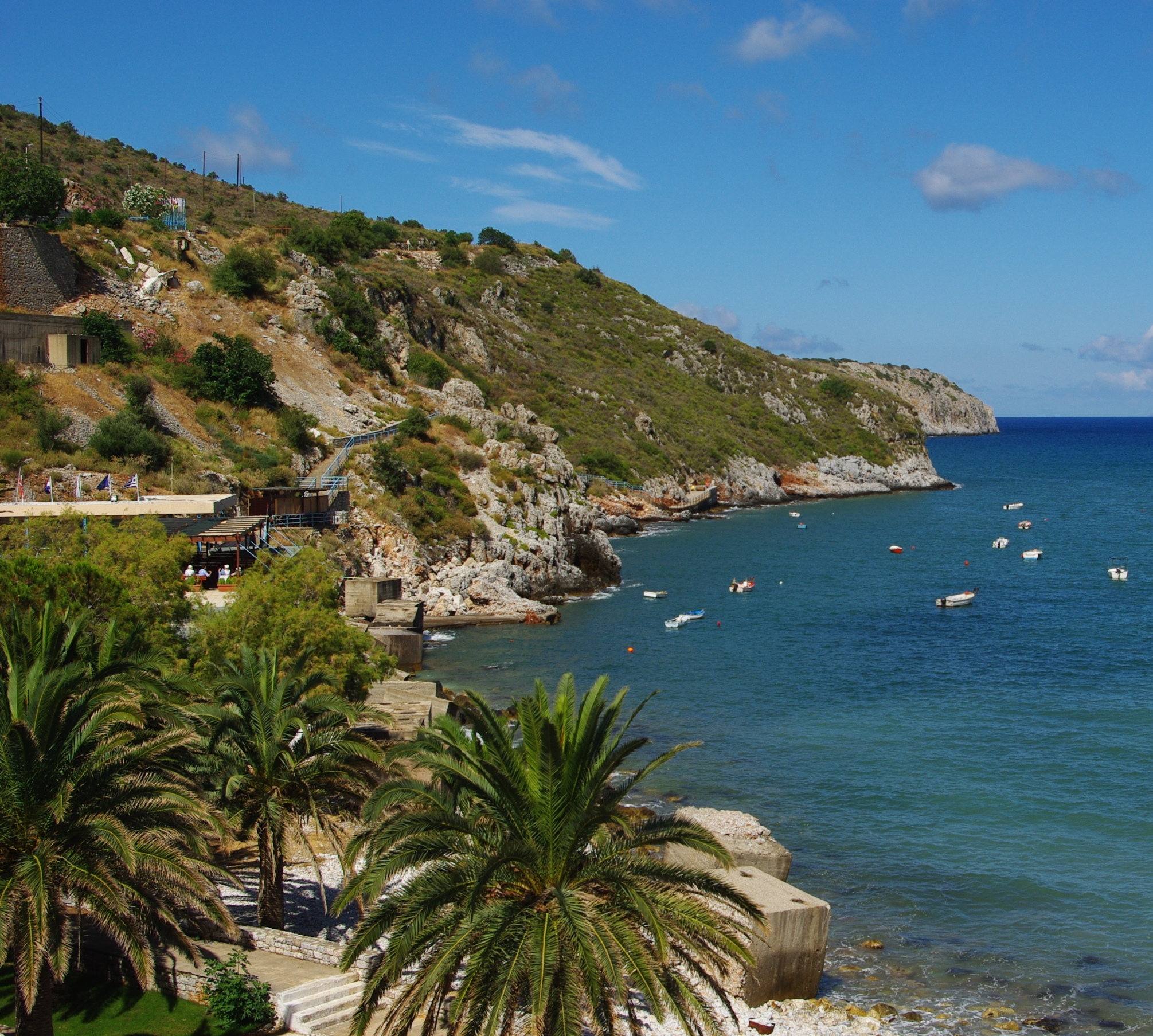
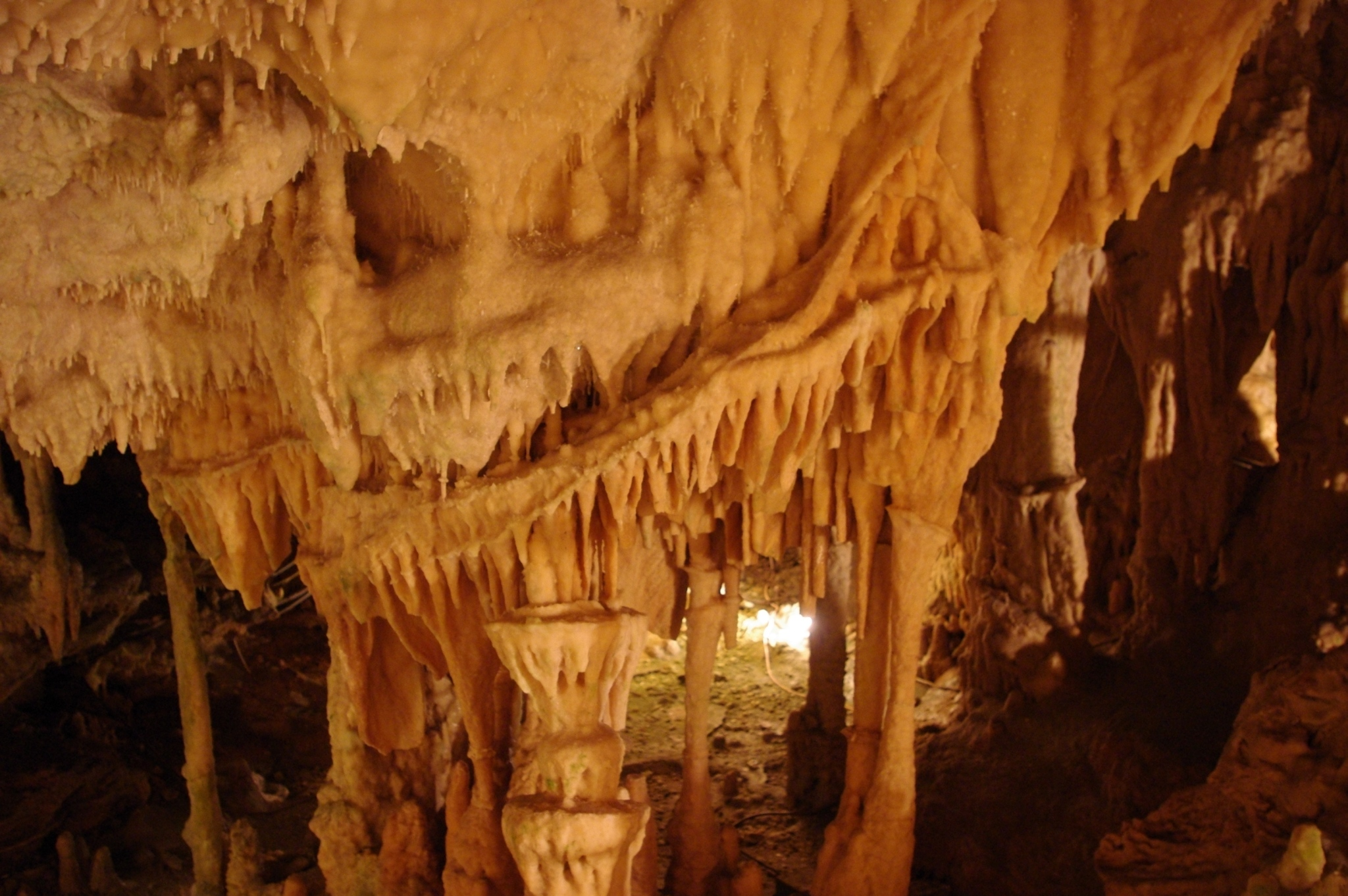